# كلية العلاج الطبيعي (جامعة جنوب الوادي)
كلية العلاج الطبيعي جامعة جنوب الوادي هي كلية تهدف إلي تطوير والحفاظ على الحركة واعادتها إلى الحد الأقصى والقدرة الوظيفية في جميع مراحل الحياة.

## النشأة
تم إنشاء الكلية بالقرار الوزاري 421 لسنة 2015 بعد موافقة مجلس الوزراء عليها وعلى أن يكون مقرها بجامعة جنوب الوادي بقنا وتكون الدراسة من بداية العام الجامعة 2016/2015. وتم إلحاق الكلية بكلية الطب البشري لحين تجهيز مبني كامل ومستقل لكلية العالج الطبيعي.

## قبول الطلاب
يتم قبول الطالب الحاصلين على الثانوية العامة (بشرط أن يكون المؤهل حديث) وكذلك طالب الثانوية المعادلة والدبلومات األجنبية المعادلة للثانوية المصرية ويتم ترشيح عدد كاف من الطالب من قبل مكتب التنسيق للكلية حسب اإلمكانيات المتوفرة بالكلية من إمكانيات مادية وبشرية.

## مباني الكلية
تحتوي الكلية علي أول مركز للعلاج الطبيعي والتأهيل بجنوب الصعيد، بجامعة جنوب الوادي ؛ لخدمة أهالي جنوب مصر. المركز يعتبر فرصة في توظيف طلاب جامعة جنوب الوادي، وجذب لتدريب الأطباء المصريين على مستوى الجمهورية. يضم المركز 96 غرفة إقامة للعلاج، و45 غرفة للعيادات، ووحدة للمعالجة المائية تضم مساحة كبيرة للعلاج وأخرى صغيرة، وعدد 220 سريرا.